# Kjækan
Kjækan est une localité du comté de Troms, en Norvège.

## Géographie
Administrativement, Kjækan fait partie de la kommune de Kvænangen.